# Peter Wisgerhof
Peter Wisgerhof, né le 19 novembre 1979, est un footballeur international néerlandais. Il joue au poste de défenseur.

## Biographie
Peter Wisgerhof commence le football professionnel lors de la saison 1999-2000 dans le club de Vitesse Arnhem. Il débute à l'âge de 19 ans en Eredivisie le 14 août 1999 contre Cambuur Leeuwarden (1-1) en étant titulaire. Il termine la saison avec 14 matchs en championnat et son club termine à la quatrième place.
Pour gagner du temps de jeu, il est prêté la saison suivante dans le club de NEC Nimègue. Il dispute 34 matchs, avec 4 buts marqués dans ce club de milieu de tableau néerlandais. Arrivé en fin de contrat à la fin de 2001, il reste au club et signe un contrat avec le NEC Nimègue.
Après neuf ans et demi dans ce club et près de 300 matchs, Peter Wisgerhof change d'air et signe en janvier 2009 pour 1M€ dans un club plus huppé, le FC Twente. Dès sa première saison, en six mois il participe à 17 matchs avec 3 buts marqués et est vice-champion des Pays-Bas pour la saison 2008-2009. L'année suivante, il est champion des Pays-Bas avec son club de Twente, son premier titre de sa carrière.
Lors de l'année 2010-2011, il remporte la Supercoupe des Pays-Bas en étant titulaire contre l'Ajax Amsterdam (1-0). Il découvre cette année la phase de groupes de la Ligue des Champions. Lors de la dernière journée contre les Anglais de Tottenham Hotspur (3-3), il marque contre son camp en faisant une passe en retrait sans danger à son gardien Sander Boschker.

## Sélections internationales
Peter Wisgerhof commence à être sélectionné dans la sélection espoir hollandaise en 2001. Il participe à 13 matchs, pour un but marqué.
Le 17 novembre 2010, il est sélectionné pour la première fois avec l'équipe des Pays-Bas A et rentre à la mi-temps en match amical contre la Turquie (1-0).

## Palmarès
- FC Twente
  - Championnat des Pays-Bas
    - Vainqueur : 2010.
    - Finaliste : 2009, 2011.

  - Coupe des Pays-Bas
    - Vainqueur : 2011.
    - Finaliste : 2009.

  - Supercoupe des Pays-Bas
    - Vainqueur : 2010.

## Carrière
| Saison      | Club           | Pays       | Championnat        | Coupes nationales | Coupes Continentales    | Sélection Pays-Bas |
| ----------- | -------------- | ---------- | ------------------ | ----------------- | ----------------------- | ------------------ |
| 1999 - 2000 | Vitesse Arnhem | Eredivisie | 14 matchs          | -                 | -                       | -                  |
| 2000 - 2001 | NEC Nimègue    | Eredivisie | 34 matchs / 4 buts | -                 | -                       | -                  |
| 2001 - 2002 | NEC Nimègue    | Eredivisie | 30 matchs / 1 but  | -                 | -                       |                    |
| 2002 - 2003 | NEC Nimègue    | Eredivisie | 32 matchs / 1 but  | 4 matchs          | -                       |                    |
| 2003 - 2004 | NEC Nimègue    | Eredivisie | 33 matchs / 1 but  | 1 match           | 2 match (C3)            |                    |
| 2004 - 2005 | NEC Nimègue    | Eredivisie | 27 matchs / 1 but  | 1 match           | -                       |                    |
| 2005 - 2006 | NEC Nimègue    | Eredivisie | 31 matchs          | 7 matchs / 1 but  | -                       |                    |
| 2006 - 2007 | NEC Nimègue    | Eredivisie | 34 matchs / 2 buts | 4 matchs / 1 but  | -                       |                    |
| 2007 - 2008 | NEC Nimègue    | Eredivisie | 32 matchs / 1 but  | 9 matchs / 1 but  | -                       |                    |
| 2008 - 2009 | NEC Nimègue    | Eredivisie | 17 matchs / 2 buts | 1 match           | 6 matchs (C3)           | -                  |
| 2008 - 2009 | FC Twente      | Eredivisie | 17 matchs / 3 buts | 4 matchs          | -                       | -                  |
| 2009 - 2010 | FC Twente      | Eredivisie | 33 matchs / 1 but  | 4 matchs          | 2 + 10 matchs (C1 + C3) |                    |
| 2010 - 2011 | FC Twente      | Eredivisie | 32 matchs          | 6 matchs          | 11 matchs / 1 but (C1)  | 2 matchs           |
| 2011 - 2012 | FC Twente      | Eredivisie | 26 matchs / 4 buts | 5 matchs          | 2 + 10 matchs (C1 + C3) |                    |
| 2012 - 2013 | FC Twente      | Eredivisie | 11 matchs          | 2 matchs          | 8 matchs / 1 but (C3)   | -                  |
| 2013 - 2014 | FC Twente      | Eredivisie | 1 match            | -                 | -                       | -                  |

Dernière mise à jour le 26/02/2017